# Следи: списание за сръбска и хърватска тематика
Следи: списание за сръбска и хърватска тематика (на сърбохърватски: Tragovi: časopis za srpske i hrvatske teme, на английски: Footprints: Journal for Serbian and Croatian studies) или Трагови е специализирано рецензирано научно списание за сръбска и хърватска тематика със свободен онлайн достъп. Списанието започва да се издава през 2018 г. Първият брой на списанието е отпечатан в Загреб. Списанието се реферира, индексира в CEEOL, Google Наука и Хрчак:портал на хърватските научни списания.